# Flugplatz Paterzell

i7
i11
i13
Der Flugplatz Paterzell (ICAO-Code: EDPZ) ist ein Sonderlandeplatz in Paterzell, einem Gemeindeteil von Wessobrunn im oberbayerischen Landkreis Weilheim-Schongau. Er wird durch den Luftsportverein Weilheim-Peißenberg e. V. betrieben.

## Lage
Der Flugplatz liegt etwa 6 km westlich von Weilheim in Oberbayern und etwa 4 km südöstlich von Wessobrunn. Naturräumlich liegt der Flugplatz im Pfaffenwinkel am Fuß des Hohen Peißenbergs.

## Flugbetrieb
Der Flugplatz besitzt eine Betriebszulassung für die vereinseigenen Luftfahrzeuge (Segelflugzeuge, Motorsegler, Ultraleicht- und Motorflugzeuge bis 2000 kg Gesamtabflugmasse). Landungen von nicht am Platz stationierten Luftfahrzeugen sind nicht möglich. Der Start von Segelflugzeugen erfolgt per Windenschlepp und Flugzeugschlepp. Der Flugplatz verfügt über eine Hauptstart- und -landebahn von 525 m Länge und 30 m Breite aus Gras mit einer integrierten, 8 m breiten Asphaltbahn. Etwa 60 m weiter östlich befindet sich eine 250 m lange und 30 m breite Landebahn aus Gras für Segelflugzeuge.

## Geschichte
Segelflug wird in Paterzell seit den 1930er Jahren betrieben. Das Segelfluggelände Paterzell wurde am 12. Januar 2017 in einen Sonderlandeplatz umgewidmet.